# Jordi El Niño Polla
Jordi El Niño Polla (souvent abrégé en Jordi ou Jordi ENP), de son vrai nom Ángel Muñoz García, né le 11 septembre 1994 à Ciudad Real, est un acteur pornographique espagnol.

## Biographie
Jordi Ángel Muñoz commence sa carrière à l'âge de 18 ans après avoir répondu à une annonce sur Internet,. Il commence dès lors à travailler pour la société FaKings,. II reçoit le surnom de « El Niño Polla » (en français, « Le petit garçon bite  ») de la part de l'un des producteurs en raison de sa petite taille et de son apparence juvénile. 
En mars 2016, Jordi El Niño est contacté via Twitter par la société de production canadienne Brazzers,. Une des scènes qu'il tourne pour le studio devient la vidéo la plus regardée de la société de l'année. Il signe alors un contrat d'exclusivité avec cette dernière. Début 2017, Vice News cite son succès parmi ceux de plusieurs autres jeunes acteurs pornographiques masculins comme associés à la mode des films mettant en scène des MILF. Il reçoit une nomination aux AVN Award du meilleur nouveau venu masculin en 2017. 
Le 27 octobre 2017, Jordi lance une chaîne YouTube. Sa première vidéo reçoit près de 10 millions de vues. En moins de deux mois, sa chaîne reçoit le Gold Play Button, une récompense attribuée aux youtubeurs qui dépassent le million d'abonnés.